# 2006—2007年西南印度洋熱帶氣旋季
2006－2007年西南印度洋熱帶氣旋季在2006年11月15日開始，並在2007年4月30日完結（某些地區的熱帶氣旋季在2007年5月15日完結）。
此文內容只包含在西南印度洋形成的熱帶氣旋的介紹。
風暴是由留尼汪氣象部發出報告。如果一個熱帶低氣壓在南緯0-40度，東經31-55度之間增強為中度熱帶風暴的話，馬達加斯加就會為它命名。如果一個熱帶低氣壓在南緯0-40度，東經55-90度之間增強為中度熱帶風暴的話，模里西斯就會為它命名。

## 熱帶氣旋
如果一個熱帶低氣壓在南緯0-40度，東經31-90度之間增強為中度熱帶風暴的話，馬達加斯加或模里西斯就會為它命名。由於每年都會有新的名字清單，所以不用停用名字。
以下所有氣旋的強度及其他相關資訊均以留尼汪氣象部公報為準。

### 熱帶擾動 01R
在10月15日，一熱帶擾動在赤道附近形成。它在10月23日消散。

### 中度熱帶風暴安妮塔（Anita）
在11月27日，一熱帶擾動在馬達加斯加之西北形成。11月29日，它增強為一熱帶低氣壓。12月1日，它增強為一中度熱帶風暴並被命名為Anita。第二天，它減弱為一熱帶擾動並消散。

### 強烈熱帶氣旋邦多（Bondo）
在12月17日，一熱帶擾動在Diego Garcia之西南偏西形成。第二天，它增強為一中度熱帶風暴並被命名為Bondo。12月19日，它快速增強為強烈熱帶氣旋。12月21日，它減弱為一熱帶氣旋。它在較後時間登陸馬達加斯加，並在12月26日快速減弱為熱帶擾動。

### 熱帶擾動 04R
在12月25日，一熱帶擾動在Diego Garcia之西北形成。12月29日，它的低層環流中心被熱帶擾動05R取代，留尼旺氣象部門為它發出最後報告。

### 強烈熱帶風暴克洛維斯（Clovis）
在12月29日，熱帶擾動 05R 取代了熱帶擾動04R的低層環流中心。12月31日，它增強為一熱帶低氣壓。同日它增強為一中度熱帶風暴並被命名為Clovis。在同日較後時間，留尼旺氣象部門發出特別報告，將它升格為強烈熱帶風暴。1月3日，它登陸馬達加斯加，減弱為一內陸低壓，並於第二天消散。

### 熱帶擾動 06R
在1月8日，一熱帶擾動在馬達加斯加之西形成。它在同日消散。

### 強烈熱帶氣旋多拉（Dora）
在1月28日，一熱帶擾動在Diego Garcia之西形成。第二天，它增強為一中度熱帶風暴並被命名為Dora。1月30日，它增強為一強烈熱帶風暴。2月1日，它增強為一熱帶氣旋。第二天，它增強為一強烈熱帶氣旋。2月4日，它減弱為一熱帶氣旋，再在第二天減弱為一強烈熱帶風暴。2月6日，它減弱為一中度熱帶風暴。2月9日，它成為一溫帶氣旋。

### 強烈熱帶風暴埃諾克（Enok）
在2月8日，一熱帶擾動在馬達加斯加之西形成。第二天，它增強為一強烈熱帶風暴並被命名為Enok。2月10日，它減弱為一中度熱帶風暴。第二天，它減弱為一熱帶擾動並消散。

### 強烈熱帶氣旋法維奧（Favio）
在2月12日，一熱帶擾動形成。2月14日，它增強為一熱帶低氣壓。第二天，它增強為一中度熱帶風暴並被命名為Favio。2月18日，它增強為一強烈熱帶風暴。第二天，它增強為一熱帶氣旋。2月20日，它增強為一強烈熱帶氣旋。2月22日，它登陸莫桑比克伊尼揚巴內省。第二天，它減弱為一內陸低壓並消散。

### 強烈熱帶氣旋加米德（Gamede）
在2月20日，一熱帶擾動形成。第二天，它增強為一中度熱帶風暴並被命名為Gamede。2月22日，它增強為一強烈熱帶風暴。第二天，它增強為一熱帶氣旋。2月25日，它增強為一強烈熱帶氣旋。2月27日，它減弱為一熱帶氣旋，再在3月1日減弱為一強烈熱帶風暴。第二天，它成為一溫帶氣旋。

### 熱帶氣旋亨巴（Humba）
在2月21日，一熱帶擾動形成。第二天，它增強為一熱帶低氣壓。2月23日，它增強為一中度熱帶風暴並被命名為Humba。同日，它增強為一強烈熱帶風暴。2月25日，它增強為一熱帶氣旋，但它在第二天就再次減弱為一強烈熱帶風暴。2月27日，它成為一溫帶氣旋。

### 強烈熱帶氣旋印第拉拉（Indlala）
在3月10日，一熱帶擾動形成。第二天，它增強為一熱帶低氣壓。3月12日，它增強為一中度熱帶風暴並被命名為Indlala。同日，它增強為一強烈熱帶風暴，再在第二天增強為一熱帶氣旋。3月14日，它增強為一強烈熱帶氣旋。第二天，它登陸馬達加斯加並在3月17日消散。

### 熱帶擾動13R
在3月13日，一熱帶擾動形成。它在3月17日消散。

### 強烈熱帶氣旋賈雅（Jaya）
在3月25日，一熱帶擾動形成。第二天，它增強為一熱帶低氣壓。同日，它增強為一中度熱帶風暴並被命名為Jaya。3月31日，它增強為一熱帶氣旋。同日，它增強為一強烈熱帶氣旋。第二天，它減弱為一熱帶氣旋。4月2日，它重新增強為一強烈熱帶氣旋，不過迅速在三小時後再次減弱為一熱帶氣旋。第二天，它在馬達加斯加登陸，並在4月4日消散。它在第二天重新增強為一熱帶擾動，不過很快地消散了。它在4月7日再次重新增強為一熱帶擾動，不過很快地又消散了。

### 副熱帶低氣壓 15R
在4月9日，一熱帶低氣壓在馬達加斯加之南形成。第二天，它成為一副熱帶低氣壓並於4月12日成為一溫帶氣旋。

## 風暴名稱
| - Anita 02R - Bondo 03R - Clovis 05R - Dora 07R - Enok 08R - Favio 09R - Gamede 10R - Humba 11R - Indlala 12R | - Jaya 14R - Katse（未用） - Lisebo（未用） - Magoma（未用） - Newa（未用） - Olipa（未用） - Panda（未用） - Quince（未用） - Rabeca（未用） | - Shyra（未用） - Tsholo（未用） - Unokubi（未用） - Vuyane（未用） - Warura（未用） - Xylo（未用） - Yone（未用） - Zouleha（未用） |

## 內部連結
- 2006－2007年澳洲地區熱帶氣旋季
- 2006－2007年南太平洋熱帶氣旋季
- 2006年太平洋颱風季
- 2006年太平洋颶風季
- 2006年大西洋颶風季
- 2006年北印度洋氣旋季
- 2007年太平洋颱風季
- 2007年太平洋颶風季
- 2007年大西洋颶風季
- 2007年北印度洋氣旋季